# Partit Socialista Ruandès
El Partit Socialista Ruandès (francès Parti Socialiste Rwandais, PSR, kinyarwanda Ishyaka ry’Abakozi mu Rwanda) és un partit polític pro-governamental de Ruanda.

## Història
El partit va ser fundat el 18 d'agost de 1991. Es va unir a la coalició dirigida pel Front Patriòtic Ruandès de cara a les eleccions parlamentàries ruandeses de 2003, obtenint un únic escó. Va romandre com a part de la coalició per a les eleccions parlamentàries de 2008 i de 2013, mantenint el seu únic lloc en ambdues ocasions.